# Feriehusudlejernes Brancheforening
Feriehusudlejernes Brancheforening er en forening for bureauer, som udlejer feriehuse i Danmark, herunder lokale og regionale udlejningsbureauer samt feriehusudlejende turistbureauer. Foreningen blev stiftet i 1977 og har som formål 
- at virke for en samlet, enig og stærk branche
- at styrke den kollegiale forståelse og samarbejdet mellem branchens udøvere i ind- og udland
- at varetage medlemmernes kommercielle og politiske interesser gennem medlemsmøder eller andre passende aktiviteter
- at virke for en generel højnelse af branchens anseelse, bl.a. ved at tilvejebringe og opretholde såvel etisk som forretningsmæssigt forsvarlige forhold inden for branchen.

Der udlejes ca. 43.000 sommerhuse gennem foreningens medlemmer.